# ريشي هاوتن
ريتشارد «ريتشي» هاوتن (Richard "Richie" Hawtin)من مواليد 4 يونيو 1970.هو دي جي ومنتج أسطوانات كندي مختص بموسيقى الرقص الإلكترونية، فائز بجوائز دي جي ثلاثة مرات.

## روابط خارجية
- ريشي هاوتن على موقع IMDb (الإنجليزية)
- ريشي هاوتن على موقع ميوزك برينز (الإنجليزية)
- ريشي هاوتن على موقع ميوزك برينز (الإنجليزية)
- ريشي هاوتن على موقع ميوزك برينز (الإنجليزية)
- ريشي هاوتن على موقع رولينغ ستون (الإنجليزية)
- ريشي هاوتن على موقع أول ميوزيك (الإنجليزية)
- ريشي هاوتن على موقع أول ميوزيك (الإنجليزية)
- ريشي هاوتن على موقع ديسكوغز (الإنجليزية)
- ريشي هاوتن على موقع ديسكوغز (الإنجليزية)
- ريشي هاوتن على موقع ديسكوغز (الإنجليزية)